# Los Sauces (Tabasco)
Los Sauces es una localidad del municipio de Centro ubicado en la subregión centro del estado mexicano de Tabasco.

## Geografía
La localidad de Los Sauces se sitúa en las coordenadas geográficas 18°01′57″N 92°55′02″O / 18.032500, -92.917222, a una elevación de 13 metros sobre el nivel del mar.

## Demografía
Según el Conteo de Población y Vivienda 2020, efectuado por el Instituto Nacional de Estadística y Geografía, la localidad de Los Sauces tiene 1,470 habitantes, de los cuales 708 son del sexo masculino y 762 del sexo femenino. Su tasa de fecundidad es de 1.95 hijos por mujer y tiene 439 viviendas particulares habitadas.
| Gráfica de evolución demográfica de Los Sauces entre 2005 y 2020 |
|                                                                  |
| INEGI.                                                           |